# Difesa vecchia Benoni
La difesa vecchia Benoni è un'apertura di gioco semichiuso degli scacchi caratterizzata dalle mosse:
1. d4 c5
2. d5

Il nome Benoni sembra derivi dal titolo di un manoscritto tedesco di Aaron Reinganum del 1825. Attualmente è raro trovarla giocata nei tornei.

## Analisi
Dopo 2…e5 3.dxe6 (e.p.) fxe6 e il nero sta bene. Il seguito classico è 2…e5 3.e4 d6 4.Cc3 a6 5.a4.
|   | a | b | c | d | e | f | g | h |   |
| 8 | a8 torre del nero · b8 cavallo del nero · c8 alfiere del nero · f8 torre del nero · g8 re del nero · c7 donna del nero · e7 cavallo del nero · f7 pedone del nero · g7 alfiere del nero · h7 pedone del nero · a6 pedone del nero · b6 pedone del nero · d6 pedone del nero · g6 pedone del nero · c5 pedone del nero · d5 pedone del bianco · e5 pedone del nero · a4 pedone del bianco · c4 cavallo del bianco · e4 pedone del bianco · c3 cavallo del bianco · d3 alfiere del bianco · b2 pedone del bianco · c2 pedone del bianco · f2 pedone del bianco · g2 pedone del bianco · h2 pedone del bianco · a1 torre del bianco · c1 alfiere del bianco · d1 donna del bianco · f1 torre del bianco · g1 re del bianco | a8 torre del nero · b8 cavallo del nero · c8 alfiere del nero · f8 torre del nero · g8 re del nero · c7 donna del nero · e7 cavallo del nero · f7 pedone del nero · g7 alfiere del nero · h7 pedone del nero · a6 pedone del nero · b6 pedone del nero · d6 pedone del nero · g6 pedone del nero · c5 pedone del nero · d5 pedone del bianco · e5 pedone del nero · a4 pedone del bianco · c4 cavallo del bianco · e4 pedone del bianco · c3 cavallo del bianco · d3 alfiere del bianco · b2 pedone del bianco · c2 pedone del bianco · f2 pedone del bianco · g2 pedone del bianco · h2 pedone del bianco · a1 torre del bianco · c1 alfiere del bianco · d1 donna del bianco · f1 torre del bianco · g1 re del bianco | a8 torre del nero · b8 cavallo del nero · c8 alfiere del nero · f8 torre del nero · g8 re del nero · c7 donna del nero · e7 cavallo del nero · f7 pedone del nero · g7 alfiere del nero · h7 pedone del nero · a6 pedone del nero · b6 pedone del nero · d6 pedone del nero · g6 pedone del nero · c5 pedone del nero · d5 pedone del bianco · e5 pedone del nero · a4 pedone del bianco · c4 cavallo del bianco · e4 pedone del bianco · c3 cavallo del bianco · d3 alfiere del bianco · b2 pedone del bianco · c2 pedone del bianco · f2 pedone del bianco · g2 pedone del bianco · h2 pedone del bianco · a1 torre del bianco · c1 alfiere del bianco · d1 donna del bianco · f1 torre del bianco · g1 re del bianco | a8 torre del nero · b8 cavallo del nero · c8 alfiere del nero · f8 torre del nero · g8 re del nero · c7 donna del nero · e7 cavallo del nero · f7 pedone del nero · g7 alfiere del nero · h7 pedone del nero · a6 pedone del nero · b6 pedone del nero · d6 pedone del nero · g6 pedone del nero · c5 pedone del nero · d5 pedone del bianco · e5 pedone del nero · a4 pedone del bianco · c4 cavallo del bianco · e4 pedone del bianco · c3 cavallo del bianco · d3 alfiere del bianco · b2 pedone del bianco · c2 pedone del bianco · f2 pedone del bianco · g2 pedone del bianco · h2 pedone del bianco · a1 torre del bianco · c1 alfiere del bianco · d1 donna del bianco · f1 torre del bianco · g1 re del bianco | a8 torre del nero · b8 cavallo del nero · c8 alfiere del nero · f8 torre del nero · g8 re del nero · c7 donna del nero · e7 cavallo del nero · f7 pedone del nero · g7 alfiere del nero · h7 pedone del nero · a6 pedone del nero · b6 pedone del nero · d6 pedone del nero · g6 pedone del nero · c5 pedone del nero · d5 pedone del bianco · e5 pedone del nero · a4 pedone del bianco · c4 cavallo del bianco · e4 pedone del bianco · c3 cavallo del bianco · d3 alfiere del bianco · b2 pedone del bianco · c2 pedone del bianco · f2 pedone del bianco · g2 pedone del bianco · h2 pedone del bianco · a1 torre del bianco · c1 alfiere del bianco · d1 donna del bianco · f1 torre del bianco · g1 re del bianco | a8 torre del nero · b8 cavallo del nero · c8 alfiere del nero · f8 torre del nero · g8 re del nero · c7 donna del nero · e7 cavallo del nero · f7 pedone del nero · g7 alfiere del nero · h7 pedone del nero · a6 pedone del nero · b6 pedone del nero · d6 pedone del nero · g6 pedone del nero · c5 pedone del nero · d5 pedone del bianco · e5 pedone del nero · a4 pedone del bianco · c4 cavallo del bianco · e4 pedone del bianco · c3 cavallo del bianco · d3 alfiere del bianco · b2 pedone del bianco · c2 pedone del bianco · f2 pedone del bianco · g2 pedone del bianco · h2 pedone del bianco · a1 torre del bianco · c1 alfiere del bianco · d1 donna del bianco · f1 torre del bianco · g1 re del bianco | a8 torre del nero · b8 cavallo del nero · c8 alfiere del nero · f8 torre del nero · g8 re del nero · c7 donna del nero · e7 cavallo del nero · f7 pedone del nero · g7 alfiere del nero · h7 pedone del nero · a6 pedone del nero · b6 pedone del nero · d6 pedone del nero · g6 pedone del nero · c5 pedone del nero · d5 pedone del bianco · e5 pedone del nero · a4 pedone del bianco · c4 cavallo del bianco · e4 pedone del bianco · c3 cavallo del bianco · d3 alfiere del bianco · b2 pedone del bianco · c2 pedone del bianco · f2 pedone del bianco · g2 pedone del bianco · h2 pedone del bianco · a1 torre del bianco · c1 alfiere del bianco · d1 donna del bianco · f1 torre del bianco · g1 re del bianco | a8 torre del nero · b8 cavallo del nero · c8 alfiere del nero · f8 torre del nero · g8 re del nero · c7 donna del nero · e7 cavallo del nero · f7 pedone del nero · g7 alfiere del nero · h7 pedone del nero · a6 pedone del nero · b6 pedone del nero · d6 pedone del nero · g6 pedone del nero · c5 pedone del nero · d5 pedone del bianco · e5 pedone del nero · a4 pedone del bianco · c4 cavallo del bianco · e4 pedone del bianco · c3 cavallo del bianco · d3 alfiere del bianco · b2 pedone del bianco · c2 pedone del bianco · f2 pedone del bianco · g2 pedone del bianco · h2 pedone del bianco · a1 torre del bianco · c1 alfiere del bianco · d1 donna del bianco · f1 torre del bianco · g1 re del bianco | 8 |
| 7 | a8 torre del nero · b8 cavallo del nero · c8 alfiere del nero · f8 torre del nero · g8 re del nero · c7 donna del nero · e7 cavallo del nero · f7 pedone del nero · g7 alfiere del nero · h7 pedone del nero · a6 pedone del nero · b6 pedone del nero · d6 pedone del nero · g6 pedone del nero · c5 pedone del nero · d5 pedone del bianco · e5 pedone del nero · a4 pedone del bianco · c4 cavallo del bianco · e4 pedone del bianco · c3 cavallo del bianco · d3 alfiere del bianco · b2 pedone del bianco · c2 pedone del bianco · f2 pedone del bianco · g2 pedone del bianco · h2 pedone del bianco · a1 torre del bianco · c1 alfiere del bianco · d1 donna del bianco · f1 torre del bianco · g1 re del bianco | a8 torre del nero · b8 cavallo del nero · c8 alfiere del nero · f8 torre del nero · g8 re del nero · c7 donna del nero · e7 cavallo del nero · f7 pedone del nero · g7 alfiere del nero · h7 pedone del nero · a6 pedone del nero · b6 pedone del nero · d6 pedone del nero · g6 pedone del nero · c5 pedone del nero · d5 pedone del bianco · e5 pedone del nero · a4 pedone del bianco · c4 cavallo del bianco · e4 pedone del bianco · c3 cavallo del bianco · d3 alfiere del bianco · b2 pedone del bianco · c2 pedone del bianco · f2 pedone del bianco · g2 pedone del bianco · h2 pedone del bianco · a1 torre del bianco · c1 alfiere del bianco · d1 donna del bianco · f1 torre del bianco · g1 re del bianco | a8 torre del nero · b8 cavallo del nero · c8 alfiere del nero · f8 torre del nero · g8 re del nero · c7 donna del nero · e7 cavallo del nero · f7 pedone del nero · g7 alfiere del nero · h7 pedone del nero · a6 pedone del nero · b6 pedone del nero · d6 pedone del nero · g6 pedone del nero · c5 pedone del nero · d5 pedone del bianco · e5 pedone del nero · a4 pedone del bianco · c4 cavallo del bianco · e4 pedone del bianco · c3 cavallo del bianco · d3 alfiere del bianco · b2 pedone del bianco · c2 pedone del bianco · f2 pedone del bianco · g2 pedone del bianco · h2 pedone del bianco · a1 torre del bianco · c1 alfiere del bianco · d1 donna del bianco · f1 torre del bianco · g1 re del bianco | a8 torre del nero · b8 cavallo del nero · c8 alfiere del nero · f8 torre del nero · g8 re del nero · c7 donna del nero · e7 cavallo del nero · f7 pedone del nero · g7 alfiere del nero · h7 pedone del nero · a6 pedone del nero · b6 pedone del nero · d6 pedone del nero · g6 pedone del nero · c5 pedone del nero · d5 pedone del bianco · e5 pedone del nero · a4 pedone del bianco · c4 cavallo del bianco · e4 pedone del bianco · c3 cavallo del bianco · d3 alfiere del bianco · b2 pedone del bianco · c2 pedone del bianco · f2 pedone del bianco · g2 pedone del bianco · h2 pedone del bianco · a1 torre del bianco · c1 alfiere del bianco · d1 donna del bianco · f1 torre del bianco · g1 re del bianco | a8 torre del nero · b8 cavallo del nero · c8 alfiere del nero · f8 torre del nero · g8 re del nero · c7 donna del nero · e7 cavallo del nero · f7 pedone del nero · g7 alfiere del nero · h7 pedone del nero · a6 pedone del nero · b6 pedone del nero · d6 pedone del nero · g6 pedone del nero · c5 pedone del nero · d5 pedone del bianco · e5 pedone del nero · a4 pedone del bianco · c4 cavallo del bianco · e4 pedone del bianco · c3 cavallo del bianco · d3 alfiere del bianco · b2 pedone del bianco · c2 pedone del bianco · f2 pedone del bianco · g2 pedone del bianco · h2 pedone del bianco · a1 torre del bianco · c1 alfiere del bianco · d1 donna del bianco · f1 torre del bianco · g1 re del bianco | a8 torre del nero · b8 cavallo del nero · c8 alfiere del nero · f8 torre del nero · g8 re del nero · c7 donna del nero · e7 cavallo del nero · f7 pedone del nero · g7 alfiere del nero · h7 pedone del nero · a6 pedone del nero · b6 pedone del nero · d6 pedone del nero · g6 pedone del nero · c5 pedone del nero · d5 pedone del bianco · e5 pedone del nero · a4 pedone del bianco · c4 cavallo del bianco · e4 pedone del bianco · c3 cavallo del bianco · d3 alfiere del bianco · b2 pedone del bianco · c2 pedone del bianco · f2 pedone del bianco · g2 pedone del bianco · h2 pedone del bianco · a1 torre del bianco · c1 alfiere del bianco · d1 donna del bianco · f1 torre del bianco · g1 re del bianco | a8 torre del nero · b8 cavallo del nero · c8 alfiere del nero · f8 torre del nero · g8 re del nero · c7 donna del nero · e7 cavallo del nero · f7 pedone del nero · g7 alfiere del nero · h7 pedone del nero · a6 pedone del nero · b6 pedone del nero · d6 pedone del nero · g6 pedone del nero · c5 pedone del nero · d5 pedone del bianco · e5 pedone del nero · a4 pedone del bianco · c4 cavallo del bianco · e4 pedone del bianco · c3 cavallo del bianco · d3 alfiere del bianco · b2 pedone del bianco · c2 pedone del bianco · f2 pedone del bianco · g2 pedone del bianco · h2 pedone del bianco · a1 torre del bianco · c1 alfiere del bianco · d1 donna del bianco · f1 torre del bianco · g1 re del bianco | a8 torre del nero · b8 cavallo del nero · c8 alfiere del nero · f8 torre del nero · g8 re del nero · c7 donna del nero · e7 cavallo del nero · f7 pedone del nero · g7 alfiere del nero · h7 pedone del nero · a6 pedone del nero · b6 pedone del nero · d6 pedone del nero · g6 pedone del nero · c5 pedone del nero · d5 pedone del bianco · e5 pedone del nero · a4 pedone del bianco · c4 cavallo del bianco · e4 pedone del bianco · c3 cavallo del bianco · d3 alfiere del bianco · b2 pedone del bianco · c2 pedone del bianco · f2 pedone del bianco · g2 pedone del bianco · h2 pedone del bianco · a1 torre del bianco · c1 alfiere del bianco · d1 donna del bianco · f1 torre del bianco · g1 re del bianco | 7 |
| 6 | a8 torre del nero · b8 cavallo del nero · c8 alfiere del nero · f8 torre del nero · g8 re del nero · c7 donna del nero · e7 cavallo del nero · f7 pedone del nero · g7 alfiere del nero · h7 pedone del nero · a6 pedone del nero · b6 pedone del nero · d6 pedone del nero · g6 pedone del nero · c5 pedone del nero · d5 pedone del bianco · e5 pedone del nero · a4 pedone del bianco · c4 cavallo del bianco · e4 pedone del bianco · c3 cavallo del bianco · d3 alfiere del bianco · b2 pedone del bianco · c2 pedone del bianco · f2 pedone del bianco · g2 pedone del bianco · h2 pedone del bianco · a1 torre del bianco · c1 alfiere del bianco · d1 donna del bianco · f1 torre del bianco · g1 re del bianco | a8 torre del nero · b8 cavallo del nero · c8 alfiere del nero · f8 torre del nero · g8 re del nero · c7 donna del nero · e7 cavallo del nero · f7 pedone del nero · g7 alfiere del nero · h7 pedone del nero · a6 pedone del nero · b6 pedone del nero · d6 pedone del nero · g6 pedone del nero · c5 pedone del nero · d5 pedone del bianco · e5 pedone del nero · a4 pedone del bianco · c4 cavallo del bianco · e4 pedone del bianco · c3 cavallo del bianco · d3 alfiere del bianco · b2 pedone del bianco · c2 pedone del bianco · f2 pedone del bianco · g2 pedone del bianco · h2 pedone del bianco · a1 torre del bianco · c1 alfiere del bianco · d1 donna del bianco · f1 torre del bianco · g1 re del bianco | a8 torre del nero · b8 cavallo del nero · c8 alfiere del nero · f8 torre del nero · g8 re del nero · c7 donna del nero · e7 cavallo del nero · f7 pedone del nero · g7 alfiere del nero · h7 pedone del nero · a6 pedone del nero · b6 pedone del nero · d6 pedone del nero · g6 pedone del nero · c5 pedone del nero · d5 pedone del bianco · e5 pedone del nero · a4 pedone del bianco · c4 cavallo del bianco · e4 pedone del bianco · c3 cavallo del bianco · d3 alfiere del bianco · b2 pedone del bianco · c2 pedone del bianco · f2 pedone del bianco · g2 pedone del bianco · h2 pedone del bianco · a1 torre del bianco · c1 alfiere del bianco · d1 donna del bianco · f1 torre del bianco · g1 re del bianco | a8 torre del nero · b8 cavallo del nero · c8 alfiere del nero · f8 torre del nero · g8 re del nero · c7 donna del nero · e7 cavallo del nero · f7 pedone del nero · g7 alfiere del nero · h7 pedone del nero · a6 pedone del nero · b6 pedone del nero · d6 pedone del nero · g6 pedone del nero · c5 pedone del nero · d5 pedone del bianco · e5 pedone del nero · a4 pedone del bianco · c4 cavallo del bianco · e4 pedone del bianco · c3 cavallo del bianco · d3 alfiere del bianco · b2 pedone del bianco · c2 pedone del bianco · f2 pedone del bianco · g2 pedone del bianco · h2 pedone del bianco · a1 torre del bianco · c1 alfiere del bianco · d1 donna del bianco · f1 torre del bianco · g1 re del bianco | a8 torre del nero · b8 cavallo del nero · c8 alfiere del nero · f8 torre del nero · g8 re del nero · c7 donna del nero · e7 cavallo del nero · f7 pedone del nero · g7 alfiere del nero · h7 pedone del nero · a6 pedone del nero · b6 pedone del nero · d6 pedone del nero · g6 pedone del nero · c5 pedone del nero · d5 pedone del bianco · e5 pedone del nero · a4 pedone del bianco · c4 cavallo del bianco · e4 pedone del bianco · c3 cavallo del bianco · d3 alfiere del bianco · b2 pedone del bianco · c2 pedone del bianco · f2 pedone del bianco · g2 pedone del bianco · h2 pedone del bianco · a1 torre del bianco · c1 alfiere del bianco · d1 donna del bianco · f1 torre del bianco · g1 re del bianco | a8 torre del nero · b8 cavallo del nero · c8 alfiere del nero · f8 torre del nero · g8 re del nero · c7 donna del nero · e7 cavallo del nero · f7 pedone del nero · g7 alfiere del nero · h7 pedone del nero · a6 pedone del nero · b6 pedone del nero · d6 pedone del nero · g6 pedone del nero · c5 pedone del nero · d5 pedone del bianco · e5 pedone del nero · a4 pedone del bianco · c4 cavallo del bianco · e4 pedone del bianco · c3 cavallo del bianco · d3 alfiere del bianco · b2 pedone del bianco · c2 pedone del bianco · f2 pedone del bianco · g2 pedone del bianco · h2 pedone del bianco · a1 torre del bianco · c1 alfiere del bianco · d1 donna del bianco · f1 torre del bianco · g1 re del bianco | a8 torre del nero · b8 cavallo del nero · c8 alfiere del nero · f8 torre del nero · g8 re del nero · c7 donna del nero · e7 cavallo del nero · f7 pedone del nero · g7 alfiere del nero · h7 pedone del nero · a6 pedone del nero · b6 pedone del nero · d6 pedone del nero · g6 pedone del nero · c5 pedone del nero · d5 pedone del bianco · e5 pedone del nero · a4 pedone del bianco · c4 cavallo del bianco · e4 pedone del bianco · c3 cavallo del bianco · d3 alfiere del bianco · b2 pedone del bianco · c2 pedone del bianco · f2 pedone del bianco · g2 pedone del bianco · h2 pedone del bianco · a1 torre del bianco · c1 alfiere del bianco · d1 donna del bianco · f1 torre del bianco · g1 re del bianco | a8 torre del nero · b8 cavallo del nero · c8 alfiere del nero · f8 torre del nero · g8 re del nero · c7 donna del nero · e7 cavallo del nero · f7 pedone del nero · g7 alfiere del nero · h7 pedone del nero · a6 pedone del nero · b6 pedone del nero · d6 pedone del nero · g6 pedone del nero · c5 pedone del nero · d5 pedone del bianco · e5 pedone del nero · a4 pedone del bianco · c4 cavallo del bianco · e4 pedone del bianco · c3 cavallo del bianco · d3 alfiere del bianco · b2 pedone del bianco · c2 pedone del bianco · f2 pedone del bianco · g2 pedone del bianco · h2 pedone del bianco · a1 torre del bianco · c1 alfiere del bianco · d1 donna del bianco · f1 torre del bianco · g1 re del bianco | 6 |
| 5 | a8 torre del nero · b8 cavallo del nero · c8 alfiere del nero · f8 torre del nero · g8 re del nero · c7 donna del nero · e7 cavallo del nero · f7 pedone del nero · g7 alfiere del nero · h7 pedone del nero · a6 pedone del nero · b6 pedone del nero · d6 pedone del nero · g6 pedone del nero · c5 pedone del nero · d5 pedone del bianco · e5 pedone del nero · a4 pedone del bianco · c4 cavallo del bianco · e4 pedone del bianco · c3 cavallo del bianco · d3 alfiere del bianco · b2 pedone del bianco · c2 pedone del bianco · f2 pedone del bianco · g2 pedone del bianco · h2 pedone del bianco · a1 torre del bianco · c1 alfiere del bianco · d1 donna del bianco · f1 torre del bianco · g1 re del bianco | a8 torre del nero · b8 cavallo del nero · c8 alfiere del nero · f8 torre del nero · g8 re del nero · c7 donna del nero · e7 cavallo del nero · f7 pedone del nero · g7 alfiere del nero · h7 pedone del nero · a6 pedone del nero · b6 pedone del nero · d6 pedone del nero · g6 pedone del nero · c5 pedone del nero · d5 pedone del bianco · e5 pedone del nero · a4 pedone del bianco · c4 cavallo del bianco · e4 pedone del bianco · c3 cavallo del bianco · d3 alfiere del bianco · b2 pedone del bianco · c2 pedone del bianco · f2 pedone del bianco · g2 pedone del bianco · h2 pedone del bianco · a1 torre del bianco · c1 alfiere del bianco · d1 donna del bianco · f1 torre del bianco · g1 re del bianco | a8 torre del nero · b8 cavallo del nero · c8 alfiere del nero · f8 torre del nero · g8 re del nero · c7 donna del nero · e7 cavallo del nero · f7 pedone del nero · g7 alfiere del nero · h7 pedone del nero · a6 pedone del nero · b6 pedone del nero · d6 pedone del nero · g6 pedone del nero · c5 pedone del nero · d5 pedone del bianco · e5 pedone del nero · a4 pedone del bianco · c4 cavallo del bianco · e4 pedone del bianco · c3 cavallo del bianco · d3 alfiere del bianco · b2 pedone del bianco · c2 pedone del bianco · f2 pedone del bianco · g2 pedone del bianco · h2 pedone del bianco · a1 torre del bianco · c1 alfiere del bianco · d1 donna del bianco · f1 torre del bianco · g1 re del bianco | a8 torre del nero · b8 cavallo del nero · c8 alfiere del nero · f8 torre del nero · g8 re del nero · c7 donna del nero · e7 cavallo del nero · f7 pedone del nero · g7 alfiere del nero · h7 pedone del nero · a6 pedone del nero · b6 pedone del nero · d6 pedone del nero · g6 pedone del nero · c5 pedone del nero · d5 pedone del bianco · e5 pedone del nero · a4 pedone del bianco · c4 cavallo del bianco · e4 pedone del bianco · c3 cavallo del bianco · d3 alfiere del bianco · b2 pedone del bianco · c2 pedone del bianco · f2 pedone del bianco · g2 pedone del bianco · h2 pedone del bianco · a1 torre del bianco · c1 alfiere del bianco · d1 donna del bianco · f1 torre del bianco · g1 re del bianco | a8 torre del nero · b8 cavallo del nero · c8 alfiere del nero · f8 torre del nero · g8 re del nero · c7 donna del nero · e7 cavallo del nero · f7 pedone del nero · g7 alfiere del nero · h7 pedone del nero · a6 pedone del nero · b6 pedone del nero · d6 pedone del nero · g6 pedone del nero · c5 pedone del nero · d5 pedone del bianco · e5 pedone del nero · a4 pedone del bianco · c4 cavallo del bianco · e4 pedone del bianco · c3 cavallo del bianco · d3 alfiere del bianco · b2 pedone del bianco · c2 pedone del bianco · f2 pedone del bianco · g2 pedone del bianco · h2 pedone del bianco · a1 torre del bianco · c1 alfiere del bianco · d1 donna del bianco · f1 torre del bianco · g1 re del bianco | a8 torre del nero · b8 cavallo del nero · c8 alfiere del nero · f8 torre del nero · g8 re del nero · c7 donna del nero · e7 cavallo del nero · f7 pedone del nero · g7 alfiere del nero · h7 pedone del nero · a6 pedone del nero · b6 pedone del nero · d6 pedone del nero · g6 pedone del nero · c5 pedone del nero · d5 pedone del bianco · e5 pedone del nero · a4 pedone del bianco · c4 cavallo del bianco · e4 pedone del bianco · c3 cavallo del bianco · d3 alfiere del bianco · b2 pedone del bianco · c2 pedone del bianco · f2 pedone del bianco · g2 pedone del bianco · h2 pedone del bianco · a1 torre del bianco · c1 alfiere del bianco · d1 donna del bianco · f1 torre del bianco · g1 re del bianco | a8 torre del nero · b8 cavallo del nero · c8 alfiere del nero · f8 torre del nero · g8 re del nero · c7 donna del nero · e7 cavallo del nero · f7 pedone del nero · g7 alfiere del nero · h7 pedone del nero · a6 pedone del nero · b6 pedone del nero · d6 pedone del nero · g6 pedone del nero · c5 pedone del nero · d5 pedone del bianco · e5 pedone del nero · a4 pedone del bianco · c4 cavallo del bianco · e4 pedone del bianco · c3 cavallo del bianco · d3 alfiere del bianco · b2 pedone del bianco · c2 pedone del bianco · f2 pedone del bianco · g2 pedone del bianco · h2 pedone del bianco · a1 torre del bianco · c1 alfiere del bianco · d1 donna del bianco · f1 torre del bianco · g1 re del bianco | a8 torre del nero · b8 cavallo del nero · c8 alfiere del nero · f8 torre del nero · g8 re del nero · c7 donna del nero · e7 cavallo del nero · f7 pedone del nero · g7 alfiere del nero · h7 pedone del nero · a6 pedone del nero · b6 pedone del nero · d6 pedone del nero · g6 pedone del nero · c5 pedone del nero · d5 pedone del bianco · e5 pedone del nero · a4 pedone del bianco · c4 cavallo del bianco · e4 pedone del bianco · c3 cavallo del bianco · d3 alfiere del bianco · b2 pedone del bianco · c2 pedone del bianco · f2 pedone del bianco · g2 pedone del bianco · h2 pedone del bianco · a1 torre del bianco · c1 alfiere del bianco · d1 donna del bianco · f1 torre del bianco · g1 re del bianco | 5 |
| 4 | a8 torre del nero · b8 cavallo del nero · c8 alfiere del nero · f8 torre del nero · g8 re del nero · c7 donna del nero · e7 cavallo del nero · f7 pedone del nero · g7 alfiere del nero · h7 pedone del nero · a6 pedone del nero · b6 pedone del nero · d6 pedone del nero · g6 pedone del nero · c5 pedone del nero · d5 pedone del bianco · e5 pedone del nero · a4 pedone del bianco · c4 cavallo del bianco · e4 pedone del bianco · c3 cavallo del bianco · d3 alfiere del bianco · b2 pedone del bianco · c2 pedone del bianco · f2 pedone del bianco · g2 pedone del bianco · h2 pedone del bianco · a1 torre del bianco · c1 alfiere del bianco · d1 donna del bianco · f1 torre del bianco · g1 re del bianco | a8 torre del nero · b8 cavallo del nero · c8 alfiere del nero · f8 torre del nero · g8 re del nero · c7 donna del nero · e7 cavallo del nero · f7 pedone del nero · g7 alfiere del nero · h7 pedone del nero · a6 pedone del nero · b6 pedone del nero · d6 pedone del nero · g6 pedone del nero · c5 pedone del nero · d5 pedone del bianco · e5 pedone del nero · a4 pedone del bianco · c4 cavallo del bianco · e4 pedone del bianco · c3 cavallo del bianco · d3 alfiere del bianco · b2 pedone del bianco · c2 pedone del bianco · f2 pedone del bianco · g2 pedone del bianco · h2 pedone del bianco · a1 torre del bianco · c1 alfiere del bianco · d1 donna del bianco · f1 torre del bianco · g1 re del bianco | a8 torre del nero · b8 cavallo del nero · c8 alfiere del nero · f8 torre del nero · g8 re del nero · c7 donna del nero · e7 cavallo del nero · f7 pedone del nero · g7 alfiere del nero · h7 pedone del nero · a6 pedone del nero · b6 pedone del nero · d6 pedone del nero · g6 pedone del nero · c5 pedone del nero · d5 pedone del bianco · e5 pedone del nero · a4 pedone del bianco · c4 cavallo del bianco · e4 pedone del bianco · c3 cavallo del bianco · d3 alfiere del bianco · b2 pedone del bianco · c2 pedone del bianco · f2 pedone del bianco · g2 pedone del bianco · h2 pedone del bianco · a1 torre del bianco · c1 alfiere del bianco · d1 donna del bianco · f1 torre del bianco · g1 re del bianco | a8 torre del nero · b8 cavallo del nero · c8 alfiere del nero · f8 torre del nero · g8 re del nero · c7 donna del nero · e7 cavallo del nero · f7 pedone del nero · g7 alfiere del nero · h7 pedone del nero · a6 pedone del nero · b6 pedone del nero · d6 pedone del nero · g6 pedone del nero · c5 pedone del nero · d5 pedone del bianco · e5 pedone del nero · a4 pedone del bianco · c4 cavallo del bianco · e4 pedone del bianco · c3 cavallo del bianco · d3 alfiere del bianco · b2 pedone del bianco · c2 pedone del bianco · f2 pedone del bianco · g2 pedone del bianco · h2 pedone del bianco · a1 torre del bianco · c1 alfiere del bianco · d1 donna del bianco · f1 torre del bianco · g1 re del bianco | a8 torre del nero · b8 cavallo del nero · c8 alfiere del nero · f8 torre del nero · g8 re del nero · c7 donna del nero · e7 cavallo del nero · f7 pedone del nero · g7 alfiere del nero · h7 pedone del nero · a6 pedone del nero · b6 pedone del nero · d6 pedone del nero · g6 pedone del nero · c5 pedone del nero · d5 pedone del bianco · e5 pedone del nero · a4 pedone del bianco · c4 cavallo del bianco · e4 pedone del bianco · c3 cavallo del bianco · d3 alfiere del bianco · b2 pedone del bianco · c2 pedone del bianco · f2 pedone del bianco · g2 pedone del bianco · h2 pedone del bianco · a1 torre del bianco · c1 alfiere del bianco · d1 donna del bianco · f1 torre del bianco · g1 re del bianco | a8 torre del nero · b8 cavallo del nero · c8 alfiere del nero · f8 torre del nero · g8 re del nero · c7 donna del nero · e7 cavallo del nero · f7 pedone del nero · g7 alfiere del nero · h7 pedone del nero · a6 pedone del nero · b6 pedone del nero · d6 pedone del nero · g6 pedone del nero · c5 pedone del nero · d5 pedone del bianco · e5 pedone del nero · a4 pedone del bianco · c4 cavallo del bianco · e4 pedone del bianco · c3 cavallo del bianco · d3 alfiere del bianco · b2 pedone del bianco · c2 pedone del bianco · f2 pedone del bianco · g2 pedone del bianco · h2 pedone del bianco · a1 torre del bianco · c1 alfiere del bianco · d1 donna del bianco · f1 torre del bianco · g1 re del bianco | a8 torre del nero · b8 cavallo del nero · c8 alfiere del nero · f8 torre del nero · g8 re del nero · c7 donna del nero · e7 cavallo del nero · f7 pedone del nero · g7 alfiere del nero · h7 pedone del nero · a6 pedone del nero · b6 pedone del nero · d6 pedone del nero · g6 pedone del nero · c5 pedone del nero · d5 pedone del bianco · e5 pedone del nero · a4 pedone del bianco · c4 cavallo del bianco · e4 pedone del bianco · c3 cavallo del bianco · d3 alfiere del bianco · b2 pedone del bianco · c2 pedone del bianco · f2 pedone del bianco · g2 pedone del bianco · h2 pedone del bianco · a1 torre del bianco · c1 alfiere del bianco · d1 donna del bianco · f1 torre del bianco · g1 re del bianco | a8 torre del nero · b8 cavallo del nero · c8 alfiere del nero · f8 torre del nero · g8 re del nero · c7 donna del nero · e7 cavallo del nero · f7 pedone del nero · g7 alfiere del nero · h7 pedone del nero · a6 pedone del nero · b6 pedone del nero · d6 pedone del nero · g6 pedone del nero · c5 pedone del nero · d5 pedone del bianco · e5 pedone del nero · a4 pedone del bianco · c4 cavallo del bianco · e4 pedone del bianco · c3 cavallo del bianco · d3 alfiere del bianco · b2 pedone del bianco · c2 pedone del bianco · f2 pedone del bianco · g2 pedone del bianco · h2 pedone del bianco · a1 torre del bianco · c1 alfiere del bianco · d1 donna del bianco · f1 torre del bianco · g1 re del bianco | 4 |
| 3 | a8 torre del nero · b8 cavallo del nero · c8 alfiere del nero · f8 torre del nero · g8 re del nero · c7 donna del nero · e7 cavallo del nero · f7 pedone del nero · g7 alfiere del nero · h7 pedone del nero · a6 pedone del nero · b6 pedone del nero · d6 pedone del nero · g6 pedone del nero · c5 pedone del nero · d5 pedone del bianco · e5 pedone del nero · a4 pedone del bianco · c4 cavallo del bianco · e4 pedone del bianco · c3 cavallo del bianco · d3 alfiere del bianco · b2 pedone del bianco · c2 pedone del bianco · f2 pedone del bianco · g2 pedone del bianco · h2 pedone del bianco · a1 torre del bianco · c1 alfiere del bianco · d1 donna del bianco · f1 torre del bianco · g1 re del bianco | a8 torre del nero · b8 cavallo del nero · c8 alfiere del nero · f8 torre del nero · g8 re del nero · c7 donna del nero · e7 cavallo del nero · f7 pedone del nero · g7 alfiere del nero · h7 pedone del nero · a6 pedone del nero · b6 pedone del nero · d6 pedone del nero · g6 pedone del nero · c5 pedone del nero · d5 pedone del bianco · e5 pedone del nero · a4 pedone del bianco · c4 cavallo del bianco · e4 pedone del bianco · c3 cavallo del bianco · d3 alfiere del bianco · b2 pedone del bianco · c2 pedone del bianco · f2 pedone del bianco · g2 pedone del bianco · h2 pedone del bianco · a1 torre del bianco · c1 alfiere del bianco · d1 donna del bianco · f1 torre del bianco · g1 re del bianco | a8 torre del nero · b8 cavallo del nero · c8 alfiere del nero · f8 torre del nero · g8 re del nero · c7 donna del nero · e7 cavallo del nero · f7 pedone del nero · g7 alfiere del nero · h7 pedone del nero · a6 pedone del nero · b6 pedone del nero · d6 pedone del nero · g6 pedone del nero · c5 pedone del nero · d5 pedone del bianco · e5 pedone del nero · a4 pedone del bianco · c4 cavallo del bianco · e4 pedone del bianco · c3 cavallo del bianco · d3 alfiere del bianco · b2 pedone del bianco · c2 pedone del bianco · f2 pedone del bianco · g2 pedone del bianco · h2 pedone del bianco · a1 torre del bianco · c1 alfiere del bianco · d1 donna del bianco · f1 torre del bianco · g1 re del bianco | a8 torre del nero · b8 cavallo del nero · c8 alfiere del nero · f8 torre del nero · g8 re del nero · c7 donna del nero · e7 cavallo del nero · f7 pedone del nero · g7 alfiere del nero · h7 pedone del nero · a6 pedone del nero · b6 pedone del nero · d6 pedone del nero · g6 pedone del nero · c5 pedone del nero · d5 pedone del bianco · e5 pedone del nero · a4 pedone del bianco · c4 cavallo del bianco · e4 pedone del bianco · c3 cavallo del bianco · d3 alfiere del bianco · b2 pedone del bianco · c2 pedone del bianco · f2 pedone del bianco · g2 pedone del bianco · h2 pedone del bianco · a1 torre del bianco · c1 alfiere del bianco · d1 donna del bianco · f1 torre del bianco · g1 re del bianco | a8 torre del nero · b8 cavallo del nero · c8 alfiere del nero · f8 torre del nero · g8 re del nero · c7 donna del nero · e7 cavallo del nero · f7 pedone del nero · g7 alfiere del nero · h7 pedone del nero · a6 pedone del nero · b6 pedone del nero · d6 pedone del nero · g6 pedone del nero · c5 pedone del nero · d5 pedone del bianco · e5 pedone del nero · a4 pedone del bianco · c4 cavallo del bianco · e4 pedone del bianco · c3 cavallo del bianco · d3 alfiere del bianco · b2 pedone del bianco · c2 pedone del bianco · f2 pedone del bianco · g2 pedone del bianco · h2 pedone del bianco · a1 torre del bianco · c1 alfiere del bianco · d1 donna del bianco · f1 torre del bianco · g1 re del bianco | a8 torre del nero · b8 cavallo del nero · c8 alfiere del nero · f8 torre del nero · g8 re del nero · c7 donna del nero · e7 cavallo del nero · f7 pedone del nero · g7 alfiere del nero · h7 pedone del nero · a6 pedone del nero · b6 pedone del nero · d6 pedone del nero · g6 pedone del nero · c5 pedone del nero · d5 pedone del bianco · e5 pedone del nero · a4 pedone del bianco · c4 cavallo del bianco · e4 pedone del bianco · c3 cavallo del bianco · d3 alfiere del bianco · b2 pedone del bianco · c2 pedone del bianco · f2 pedone del bianco · g2 pedone del bianco · h2 pedone del bianco · a1 torre del bianco · c1 alfiere del bianco · d1 donna del bianco · f1 torre del bianco · g1 re del bianco | a8 torre del nero · b8 cavallo del nero · c8 alfiere del nero · f8 torre del nero · g8 re del nero · c7 donna del nero · e7 cavallo del nero · f7 pedone del nero · g7 alfiere del nero · h7 pedone del nero · a6 pedone del nero · b6 pedone del nero · d6 pedone del nero · g6 pedone del nero · c5 pedone del nero · d5 pedone del bianco · e5 pedone del nero · a4 pedone del bianco · c4 cavallo del bianco · e4 pedone del bianco · c3 cavallo del bianco · d3 alfiere del bianco · b2 pedone del bianco · c2 pedone del bianco · f2 pedone del bianco · g2 pedone del bianco · h2 pedone del bianco · a1 torre del bianco · c1 alfiere del bianco · d1 donna del bianco · f1 torre del bianco · g1 re del bianco | a8 torre del nero · b8 cavallo del nero · c8 alfiere del nero · f8 torre del nero · g8 re del nero · c7 donna del nero · e7 cavallo del nero · f7 pedone del nero · g7 alfiere del nero · h7 pedone del nero · a6 pedone del nero · b6 pedone del nero · d6 pedone del nero · g6 pedone del nero · c5 pedone del nero · d5 pedone del bianco · e5 pedone del nero · a4 pedone del bianco · c4 cavallo del bianco · e4 pedone del bianco · c3 cavallo del bianco · d3 alfiere del bianco · b2 pedone del bianco · c2 pedone del bianco · f2 pedone del bianco · g2 pedone del bianco · h2 pedone del bianco · a1 torre del bianco · c1 alfiere del bianco · d1 donna del bianco · f1 torre del bianco · g1 re del bianco | 3 |
| 2 | a8 torre del nero · b8 cavallo del nero · c8 alfiere del nero · f8 torre del nero · g8 re del nero · c7 donna del nero · e7 cavallo del nero · f7 pedone del nero · g7 alfiere del nero · h7 pedone del nero · a6 pedone del nero · b6 pedone del nero · d6 pedone del nero · g6 pedone del nero · c5 pedone del nero · d5 pedone del bianco · e5 pedone del nero · a4 pedone del bianco · c4 cavallo del bianco · e4 pedone del bianco · c3 cavallo del bianco · d3 alfiere del bianco · b2 pedone del bianco · c2 pedone del bianco · f2 pedone del bianco · g2 pedone del bianco · h2 pedone del bianco · a1 torre del bianco · c1 alfiere del bianco · d1 donna del bianco · f1 torre del bianco · g1 re del bianco | a8 torre del nero · b8 cavallo del nero · c8 alfiere del nero · f8 torre del nero · g8 re del nero · c7 donna del nero · e7 cavallo del nero · f7 pedone del nero · g7 alfiere del nero · h7 pedone del nero · a6 pedone del nero · b6 pedone del nero · d6 pedone del nero · g6 pedone del nero · c5 pedone del nero · d5 pedone del bianco · e5 pedone del nero · a4 pedone del bianco · c4 cavallo del bianco · e4 pedone del bianco · c3 cavallo del bianco · d3 alfiere del bianco · b2 pedone del bianco · c2 pedone del bianco · f2 pedone del bianco · g2 pedone del bianco · h2 pedone del bianco · a1 torre del bianco · c1 alfiere del bianco · d1 donna del bianco · f1 torre del bianco · g1 re del bianco | a8 torre del nero · b8 cavallo del nero · c8 alfiere del nero · f8 torre del nero · g8 re del nero · c7 donna del nero · e7 cavallo del nero · f7 pedone del nero · g7 alfiere del nero · h7 pedone del nero · a6 pedone del nero · b6 pedone del nero · d6 pedone del nero · g6 pedone del nero · c5 pedone del nero · d5 pedone del bianco · e5 pedone del nero · a4 pedone del bianco · c4 cavallo del bianco · e4 pedone del bianco · c3 cavallo del bianco · d3 alfiere del bianco · b2 pedone del bianco · c2 pedone del bianco · f2 pedone del bianco · g2 pedone del bianco · h2 pedone del bianco · a1 torre del bianco · c1 alfiere del bianco · d1 donna del bianco · f1 torre del bianco · g1 re del bianco | a8 torre del nero · b8 cavallo del nero · c8 alfiere del nero · f8 torre del nero · g8 re del nero · c7 donna del nero · e7 cavallo del nero · f7 pedone del nero · g7 alfiere del nero · h7 pedone del nero · a6 pedone del nero · b6 pedone del nero · d6 pedone del nero · g6 pedone del nero · c5 pedone del nero · d5 pedone del bianco · e5 pedone del nero · a4 pedone del bianco · c4 cavallo del bianco · e4 pedone del bianco · c3 cavallo del bianco · d3 alfiere del bianco · b2 pedone del bianco · c2 pedone del bianco · f2 pedone del bianco · g2 pedone del bianco · h2 pedone del bianco · a1 torre del bianco · c1 alfiere del bianco · d1 donna del bianco · f1 torre del bianco · g1 re del bianco | a8 torre del nero · b8 cavallo del nero · c8 alfiere del nero · f8 torre del nero · g8 re del nero · c7 donna del nero · e7 cavallo del nero · f7 pedone del nero · g7 alfiere del nero · h7 pedone del nero · a6 pedone del nero · b6 pedone del nero · d6 pedone del nero · g6 pedone del nero · c5 pedone del nero · d5 pedone del bianco · e5 pedone del nero · a4 pedone del bianco · c4 cavallo del bianco · e4 pedone del bianco · c3 cavallo del bianco · d3 alfiere del bianco · b2 pedone del bianco · c2 pedone del bianco · f2 pedone del bianco · g2 pedone del bianco · h2 pedone del bianco · a1 torre del bianco · c1 alfiere del bianco · d1 donna del bianco · f1 torre del bianco · g1 re del bianco | a8 torre del nero · b8 cavallo del nero · c8 alfiere del nero · f8 torre del nero · g8 re del nero · c7 donna del nero · e7 cavallo del nero · f7 pedone del nero · g7 alfiere del nero · h7 pedone del nero · a6 pedone del nero · b6 pedone del nero · d6 pedone del nero · g6 pedone del nero · c5 pedone del nero · d5 pedone del bianco · e5 pedone del nero · a4 pedone del bianco · c4 cavallo del bianco · e4 pedone del bianco · c3 cavallo del bianco · d3 alfiere del bianco · b2 pedone del bianco · c2 pedone del bianco · f2 pedone del bianco · g2 pedone del bianco · h2 pedone del bianco · a1 torre del bianco · c1 alfiere del bianco · d1 donna del bianco · f1 torre del bianco · g1 re del bianco | a8 torre del nero · b8 cavallo del nero · c8 alfiere del nero · f8 torre del nero · g8 re del nero · c7 donna del nero · e7 cavallo del nero · f7 pedone del nero · g7 alfiere del nero · h7 pedone del nero · a6 pedone del nero · b6 pedone del nero · d6 pedone del nero · g6 pedone del nero · c5 pedone del nero · d5 pedone del bianco · e5 pedone del nero · a4 pedone del bianco · c4 cavallo del bianco · e4 pedone del bianco · c3 cavallo del bianco · d3 alfiere del bianco · b2 pedone del bianco · c2 pedone del bianco · f2 pedone del bianco · g2 pedone del bianco · h2 pedone del bianco · a1 torre del bianco · c1 alfiere del bianco · d1 donna del bianco · f1 torre del bianco · g1 re del bianco | a8 torre del nero · b8 cavallo del nero · c8 alfiere del nero · f8 torre del nero · g8 re del nero · c7 donna del nero · e7 cavallo del nero · f7 pedone del nero · g7 alfiere del nero · h7 pedone del nero · a6 pedone del nero · b6 pedone del nero · d6 pedone del nero · g6 pedone del nero · c5 pedone del nero · d5 pedone del bianco · e5 pedone del nero · a4 pedone del bianco · c4 cavallo del bianco · e4 pedone del bianco · c3 cavallo del bianco · d3 alfiere del bianco · b2 pedone del bianco · c2 pedone del bianco · f2 pedone del bianco · g2 pedone del bianco · h2 pedone del bianco · a1 torre del bianco · c1 alfiere del bianco · d1 donna del bianco · f1 torre del bianco · g1 re del bianco | 2 |
| 1 | a8 torre del nero · b8 cavallo del nero · c8 alfiere del nero · f8 torre del nero · g8 re del nero · c7 donna del nero · e7 cavallo del nero · f7 pedone del nero · g7 alfiere del nero · h7 pedone del nero · a6 pedone del nero · b6 pedone del nero · d6 pedone del nero · g6 pedone del nero · c5 pedone del nero · d5 pedone del bianco · e5 pedone del nero · a4 pedone del bianco · c4 cavallo del bianco · e4 pedone del bianco · c3 cavallo del bianco · d3 alfiere del bianco · b2 pedone del bianco · c2 pedone del bianco · f2 pedone del bianco · g2 pedone del bianco · h2 pedone del bianco · a1 torre del bianco · c1 alfiere del bianco · d1 donna del bianco · f1 torre del bianco · g1 re del bianco | a8 torre del nero · b8 cavallo del nero · c8 alfiere del nero · f8 torre del nero · g8 re del nero · c7 donna del nero · e7 cavallo del nero · f7 pedone del nero · g7 alfiere del nero · h7 pedone del nero · a6 pedone del nero · b6 pedone del nero · d6 pedone del nero · g6 pedone del nero · c5 pedone del nero · d5 pedone del bianco · e5 pedone del nero · a4 pedone del bianco · c4 cavallo del bianco · e4 pedone del bianco · c3 cavallo del bianco · d3 alfiere del bianco · b2 pedone del bianco · c2 pedone del bianco · f2 pedone del bianco · g2 pedone del bianco · h2 pedone del bianco · a1 torre del bianco · c1 alfiere del bianco · d1 donna del bianco · f1 torre del bianco · g1 re del bianco | a8 torre del nero · b8 cavallo del nero · c8 alfiere del nero · f8 torre del nero · g8 re del nero · c7 donna del nero · e7 cavallo del nero · f7 pedone del nero · g7 alfiere del nero · h7 pedone del nero · a6 pedone del nero · b6 pedone del nero · d6 pedone del nero · g6 pedone del nero · c5 pedone del nero · d5 pedone del bianco · e5 pedone del nero · a4 pedone del bianco · c4 cavallo del bianco · e4 pedone del bianco · c3 cavallo del bianco · d3 alfiere del bianco · b2 pedone del bianco · c2 pedone del bianco · f2 pedone del bianco · g2 pedone del bianco · h2 pedone del bianco · a1 torre del bianco · c1 alfiere del bianco · d1 donna del bianco · f1 torre del bianco · g1 re del bianco | a8 torre del nero · b8 cavallo del nero · c8 alfiere del nero · f8 torre del nero · g8 re del nero · c7 donna del nero · e7 cavallo del nero · f7 pedone del nero · g7 alfiere del nero · h7 pedone del nero · a6 pedone del nero · b6 pedone del nero · d6 pedone del nero · g6 pedone del nero · c5 pedone del nero · d5 pedone del bianco · e5 pedone del nero · a4 pedone del bianco · c4 cavallo del bianco · e4 pedone del bianco · c3 cavallo del bianco · d3 alfiere del bianco · b2 pedone del bianco · c2 pedone del bianco · f2 pedone del bianco · g2 pedone del bianco · h2 pedone del bianco · a1 torre del bianco · c1 alfiere del bianco · d1 donna del bianco · f1 torre del bianco · g1 re del bianco | a8 torre del nero · b8 cavallo del nero · c8 alfiere del nero · f8 torre del nero · g8 re del nero · c7 donna del nero · e7 cavallo del nero · f7 pedone del nero · g7 alfiere del nero · h7 pedone del nero · a6 pedone del nero · b6 pedone del nero · d6 pedone del nero · g6 pedone del nero · c5 pedone del nero · d5 pedone del bianco · e5 pedone del nero · a4 pedone del bianco · c4 cavallo del bianco · e4 pedone del bianco · c3 cavallo del bianco · d3 alfiere del bianco · b2 pedone del bianco · c2 pedone del bianco · f2 pedone del bianco · g2 pedone del bianco · h2 pedone del bianco · a1 torre del bianco · c1 alfiere del bianco · d1 donna del bianco · f1 torre del bianco · g1 re del bianco | a8 torre del nero · b8 cavallo del nero · c8 alfiere del nero · f8 torre del nero · g8 re del nero · c7 donna del nero · e7 cavallo del nero · f7 pedone del nero · g7 alfiere del nero · h7 pedone del nero · a6 pedone del nero · b6 pedone del nero · d6 pedone del nero · g6 pedone del nero · c5 pedone del nero · d5 pedone del bianco · e5 pedone del nero · a4 pedone del bianco · c4 cavallo del bianco · e4 pedone del bianco · c3 cavallo del bianco · d3 alfiere del bianco · b2 pedone del bianco · c2 pedone del bianco · f2 pedone del bianco · g2 pedone del bianco · h2 pedone del bianco · a1 torre del bianco · c1 alfiere del bianco · d1 donna del bianco · f1 torre del bianco · g1 re del bianco | a8 torre del nero · b8 cavallo del nero · c8 alfiere del nero · f8 torre del nero · g8 re del nero · c7 donna del nero · e7 cavallo del nero · f7 pedone del nero · g7 alfiere del nero · h7 pedone del nero · a6 pedone del nero · b6 pedone del nero · d6 pedone del nero · g6 pedone del nero · c5 pedone del nero · d5 pedone del bianco · e5 pedone del nero · a4 pedone del bianco · c4 cavallo del bianco · e4 pedone del bianco · c3 cavallo del bianco · d3 alfiere del bianco · b2 pedone del bianco · c2 pedone del bianco · f2 pedone del bianco · g2 pedone del bianco · h2 pedone del bianco · a1 torre del bianco · c1 alfiere del bianco · d1 donna del bianco · f1 torre del bianco · g1 re del bianco | a8 torre del nero · b8 cavallo del nero · c8 alfiere del nero · f8 torre del nero · g8 re del nero · c7 donna del nero · e7 cavallo del nero · f7 pedone del nero · g7 alfiere del nero · h7 pedone del nero · a6 pedone del nero · b6 pedone del nero · d6 pedone del nero · g6 pedone del nero · c5 pedone del nero · d5 pedone del bianco · e5 pedone del nero · a4 pedone del bianco · c4 cavallo del bianco · e4 pedone del bianco · c3 cavallo del bianco · d3 alfiere del bianco · b2 pedone del bianco · c2 pedone del bianco · f2 pedone del bianco · g2 pedone del bianco · h2 pedone del bianco · a1 torre del bianco · c1 alfiere del bianco · d1 donna del bianco · f1 torre del bianco · g1 re del bianco | 1 |
|   | a | b | c | d | e | f | g | h |   |

## Codice ECO
- A43 1.d4 c5
  - A44 1.d4 c5 2.d5 e5 (variante ceca)